# Пернишко македонско благотворително братство
Пернишкото македонско благотворително братство е организация на бежанците от областта Македония, установили се в Перник.

## История
На Първия македонски конгрес, провел се в София на 19 – 28 март 1895 година, е основана Македонската организация, която бързо започва да образува клонове в цялата страна. Основано е и дружество в Перник, което участва активно в дейността на Организацията. На Седмия македоно-одрински конгрес от 30 юли до 5 август 1900 година делегат от Пернишкото македоно-одринско дружество е Христо Шипков, а на Осмия конгрес от 4 до 7 април 1901 година делегат е Иван Богданов.
След Първата световна война дружеството е възстановено като благотворително братство, част от Съюза на македонските емигрантски организации. 
На 1 февруари 1925 година на годишно общо събрание е избрано настоятелство в състав Михаил Попкочев (председател), Лазар Серафимов (подпредседател), Йордан П. Ангелов (секретар), Тодор Наумов (касиер), а съветници са Игнат Мангъров, Коце Яворов и Иван Николов. През пролетта на 1926 година е избрано ново настоятелство в състав Михаил Попкочев (председател), Бл. Манасков (подпредседател), Йордан Попапослов (секретар), Тодор наумов (касиер), а съветници са Коце Яворов, Спиро Кокорманов и Игнат Манотров.
На 6 юни 1926 година е основано Женското пернишко македонско дружество с временно бюро М. В. Димитрова (председател), В. Томчева (секретар) и Ев. Младчева (касиер).